# Nikolai Ivanovich Lorer
Nikolai Ivanovich Lorer (russo: Никола́й Ива́нович Ло́рер) (1794, província de Kherson  - maio de 1873, Poltava );  filho de nobres da província de Kherson, participante da Guerra de 1812 e de campanhas estrangeiras. Foi major da tropa russa em 1822. Era decembrista , membro das sociedades secretas do norte (a partir de maio de 1824) e do sul (de 1824). Participou na Guerra do Cáucaso como praporshik (título militar russo). Também era autor de crónicas.

### Nascimento e primeiros anos de vida
Nikolai Ivanovich Lorer veio de uma família nobre da província de Kherson, de religião ortodoxa (greco-russa).
No formulário principal do regimento de infantaria de Vyatka (um regimento de infantaria regular russa) de 13 de janeiro de 1826 (todas as datas estão no calendário gregoriano),foi indicado que Lorer tinha 31 anos. Portanto, Lorer nasceu em 1794. No entanto, em março de 1826, Lorer informou à Comissão de Investigação que tinha 28 anos - portanto, é mais provável que suponha que o ano de nascimento de Lorer seja 1797; isso também é confirmado pela indicação no final de suas "Notas" de que Lorer tinha setenta anos a 17 de agosto de 1867. A data exata de nascimento podia ter sido indicada nos registos paroquiais, mas não foram preservados no arquivo regional de Nikolaev, onde estão armazenados documentos das paróquias da ex-diocese de Kherson-Odessa. O Dicionário Enciclopédico Brockhaus e Efron indica o ano de 1794.
Ele nasceu numa grande família nobre (Nikolai tinha mais dois irmãos e cinco irmãs) do suserano da província de Kherson, Ivan Ivanovich e Ekaterina Evseevna Lorer (n. Tsitsianova). Seu pai possuía a aldeia de Vodyanoye (Gramakleya), agora a vila de Vodyano-Lorino, distrito de Elanetsky, na região de Nikolaev, na Ucrânia. A mansão agora é uma escola.
Após a morte de seu pai, a partir de 1812, Nikolai foi criado na propriedade de P.V. Kapnist, na província de Poltava.
1. ↑  «The Decembrist Revolt (A revolta decembrista)». History of Western Civilization II. Consultado em 10 de dezembro de 2019
2. ↑  Kirssanov, Nikita (Outubro de 2015). «O decembrista Nikolai Lorer». Consultado em 10 de dezembro de 2019
3. ↑  Eimontova, Regina. «ЛОРЕР(Lorer)». Académico. Consultado em 10 de dezembro de 2019
4. ↑  Kristova, Natalia (29 de novembro de 2014). «Лореры на николаевской земле (Os Lorer's na terra de Nikolaev)». Vsevesti. Consultado em 10 de dezembro de 2019